# Lunar 2: Eternal Blue Complete
Lunar 2: Eternal Blue Complete, изначально выпущенная под названием Lunar: Eternal Blue (яп. ルナ２ エターナルブルー Руна Цу: Эта:нару Буру:) в Японии — компьютерная ролевая игра, разработанная компаниями Game Arts и Vanguard Works. Является продолжением Lunar: Silver Star Story Complete. Изначально издана в 1998 году в Японии на игровую консоль Sega Saturn, через год была портирована на PlayStation и переведена на английский язык компанией Working Designs. Lunar 2: Eternal Blue Complete является ремейком Lunar: Eternal Blue, которая была первоначально издана для дополнения Sega CD. Является частью игровой серии Lunar.
Как и в случае с первой игрой серии, Lunar 2 получил большое количество положительных отзывов за огромное количество используемого в игре материала. Особенно привлекательными для игроков стали персонажи, характеристики и навыки которых теперь стало проще развивать. Что касается двух главных персонажей, то по мере продвижения по сюжетной линии между ними разгорается пылкий роман. В игру добавлено большое количество диалогов, проработанных до мелочей. В игре присутствует несколько FMV-заставок, выполненных в стиле аниме, написан саундтрек, который был хорошо принят сообществом игроков. Также после окончания событий основной сюжетной линии игроки смогут завершить дополнительную главу — так называемый «Эпилог», который является необязательной частью приключений, но позволяет игроку свободно путешествовать по миру и увидеть вторую, «настоящую» концовку игры.

## Сюжет
Действие игры происходит примерно через тысячу лет после событий Lunar: Silver Star Story Complete. И снова Lunar (населенная людьми луна, вращающаяся вокруг планеты под названием Голубая Звезда (англ. The Blue Star)) находится под угрозой уничтожения Зофаром (англ. Zophar), злым божеством, ответственным за уничтожение жизни на Голубой Звезде, произошедшее тысячелетие назад. Возвращение Зофара явилось катализатором пробуждения от долгого сна Люсии (англ. Lucia) — девушки, на плечи которой была возложена важнейшая миссия: возродить жизнь на Голубой Звезде и избавить её от гнета Зофара.
Повествование ведется от лица Хиро (англ. Hiro), молодого археолога, проживающего с дедушкой, бабушкой и ручным молодым драконом Руби (англ. Ruby) (которая сильно напоминает крылатую кошку из предыдущей игры серии, Нолл (англ. Nall)) в пустыне Сальян (англ. The Salyan Desert ). История начинается в местных руинах, где Хиро и Руби похищают драгоценный камень — Драконий Глаз (англ. Dragon's Eye). После того, как камень оказывается у Хиро, активируется ловушка, вследствие чего герои спасаются бегством из руин, кишащих монстрами и другими многочисленными ловушками. На обратном пути в исследовательский аванпост, героев останавливает один из охранников Алфины, высокомерный и шумный Белый Рыцарь Лео (англ. The White Knight Leo), который сообщает им, что на северо-западе от руин появился «Разрушитель» (англ. Destroyer), поэтому он просит героев незамедлительно вернуться домой. Прибыв домой, герои обнаруживают Лео, который пытается выведать информацию о близлежащих руинах (называемых Голубой Шпиль (англ. The Blue Spire)) у дедушки Хиро, Гвина (англ. Gwyn) — пожилого археолога, в надежде, что тот поможет Лео проникнуть внутрь неподступных руин. Поняв, что от Гвина мало пользы, Лео уходит, чтобы обдумать появление так называемого «Разрушителя». Когда Хиро залезает на крышу своего жилища, он становится свидетелем таинственного света, исходящего от Голубого Шпиля. Он сообщает о недавно увиденном свечении дедушке, и они втроем отправляются на исследование руин.

## Критика
| Сводный рейтинг    | Сводный рейтинг                |
| Агрегатор          | Оценка                         |
| ------------------ | ------------------------------ |
| GameRankings       | 90,64 % (Sega CD) 82,94 % (PS) |
| Metacritic         | 86/100 (PS1)                   |
| Иноязычные издания |                                |
| Издание            | Оценка                         |
| AllGame            | [ 5 ]                          |
| EGM                | 7,75 / 10                      |
| GameFan            | 91 %                           |
| Game Informer      | 8,75 / 10                      |
| GamePro            | 4,5 / 5                        |
| Game Players       | 81 %                           |
| Games Are Fun      | 10 / 10                        |
| Next Generation    | [ 11 ]                         |
| RPGFan             | 99 %                           |
| Sega-16            | 9 / 10                         |

Lunar: Eternal Blue получила положительные отзывы как на Sega Saturn, так и на Playstation.